# Дмитрий Павлович
Великий князь Дми́трий Па́влович, в эмиграции использовавший фамилию Рома́нов (6 [18] сентября 1891, имение Ильинское, Звенигородский уезд, Московская губерния — 5 марта 1942, Давос) — сын великого князя Павла Александровича, внук Александра II, двоюродный брат императора Николая II и принца Филиппа, герцога Эдинбургского.
Участник убийства Распутина, после революции 1917 года — в эмиграции.

## Биография
Единственный сын и второй ребёнок великого князя Павла Александровича от брака с греческой принцессой великой княгиней Александрой Георгиевной, умершей через несколько дней после рождения сына от эклампсии. Правнук Николая I по отцовской и праправнук по материнской линии (через свою бабку королеву Ольгу Константиновну Греческую).
Его отец, великий князь Павел Александрович, через несколько лет после смерти матери Дмитрия женился повторно — на бывшей жене своего подчинённого и за этот морганатический брак был выслан из России.
Дмитрий и его старшая сестра Мария Павловна воспитывались в семье своего дяди, великого князя Сергея Александровича и его супруги Елизаветы Фёдоровны, не имевших собственных детей (Елизавета Фёдоровна — родная сестра императрицы Александры Фёдоровны).
Поскольку Сергей Александрович был московским генерал-губернатором, детство Дмитрия и Марии проходило в Москве и в подмосковном Ильинском.
В 1905 году великий князь Сергей погиб в Московском Кремле от взрыва бомбы эсера Ивана Каляева. Елизавета Фёдоровна удалилась в созданную ею Марфо-Мариинскую обитель милосердия. Дмитрия забрал к себе в Александровский дворец Царского Села император Николай II, и юноша воспитывался в царской семье вплоть до 1913 года. Впоследствии Елизавета Фёдоровна подарила Дмитрию свой дворец на Невском проспекте.
Великий князь получил блестящее военное образование. Окончил Офицерскую кавалерийскую школу, службу начал в лейб-гвардии Конном Его Величества полку. В 1911 году, будучи молодым офицером, просил Высочайшего соизволения отправиться добровольцем в Ливию, где в то время шла Итало-турецкая война, но получил отказ.
На Олимпийских играх 1912 года в Стокгольме возглавлял российскую команду атлетов и лично участвовал в соревнованиях по конному спорту. Занял 9-е место в индивидуальном конкуре и 5-е место в составе сборной России в командном конкуре. После провального выступления российской сборной (предпоследнее место) распорядился проводить в России свои ежегодные олимпиады.
Помолвка великого князя Дмитрия со старшей дочерью императора Ольгой должна была состояться 6 июня 1912 года, однако мать великой княжны, Александра Фёдоровна, настояла на разрыве отношений между влюблёнными из-за нескрываемой антипатии Дмитрия к Григорию Распутину.
В Первую мировую войну вступил с лейб-гвардии Конным полком. Участвовал в походе в Восточную Пруссию и был награждён орденом Святого Георгия 4-й степени
За то, что состоя в бою 6-го августа под Краупишкеном ординарцем у начальника конного отряда, в самый разгар боя, с явною опасностью для жизни, доставил верные сведения о неприятеле, вследствие чего были приняты меры, увенчавшиеся полным успехом.

### Убийство Распутина
Широко известен своим участием в убийстве Г. Е. Распутина в ночь на 17 декабря 1916 года совместно с князем Феликсом Юсуповым, членом Государственной думы В. М. Пуришкевичем, поручиком Сухотиным, доктором Лазавертом и, возможно, некоторыми другими неустановленными лицами. Однако, в отличие от того же Юсупова, Дмитрий никогда в течение своей последующей жизни не говорил об этом убийстве, не давал интервью и не обсуждал его даже с близкими ему людьми.
После обнаружения трупа Распутина великий князь Дмитрий Павлович и князь Юсупов были арестованы по прямому приказу императрицы Александры Фёдоровны в нарушение действовавшего законодательства; были освобождены только после вмешательства Николая II, дабы не провоцировать общество, и без того волнующееся в связи с убийством фаворита, на симпатии к убийцам и возможные дальнейшие действия заговорщиков.
В защиту Дмитрия Павловича императору было подано письмо, подписанное многими членами Императорского дома и отдельное письмо от вдовствующей императрицы Марии Федоровны.
Отправлен распоряжением Николая II в Персию, в отряд генерала Н. Н. Баратова, что могло существенно подорвать и без того слабое здоровье великого князя, но фактически спасло ему жизнь после начала революции в России. После Февральской революции поддержал Временное правительство и даже написал председателю Георгию Львову письмо с вопросом, разрешено ли ему вернуться в Россию. После Октябрьской революции перешёл на английскую службу, затем эмигрировал в Лондон.

### В эмиграции
Некоторое время жил в США, где занимался торговлей шампанским; там же познакомился с будущей женой. Увлекался автоспортом.
В Париже встретился с Коко Шанель.
После того как Феликс Юсупов опубликовал мемуары, в которых подробно описал убийство Распутина, Матрёна Распутина подала на Юсупова и Дмитрия Павловича иск в парижский суд с требованием компенсации за причинённый ущерб в размере 800 000 долларов США. Она обвинила их в убийстве, заявив: «Любой приличный человек испытывает отвращение к жестокому убийству Распутина». Иск был отклонён. Французский суд постановил, что не обладает юрисдикцией над политическим убийством, имевшим место в России.
В 1926 году в Биаррице женился морганатическим браком на американке Одри Эмери, которая приняла православие с именем Анна. С середины 1920-х годов супруги жили в Европе, где Дмитрий Павлович участвовал в разнообразных монархических и патриотических движениях (в том числе сыграл у роль в становлении движения Младороссов). В 1928 году у них родился сын Павел, принявший от великого князя Кирилла Владимировича титул светлейшего князя Романовского-Ильинского и с 1940-х годов живший в США. Его сын Дмитрий и внук Михаил являются старшими среди потомков Романовых (по мужской линии среди потомков от морганатических браков), хотя и не претендуют ни на главенство в доме ни на престол. Они признавали главой «Объединения членов рода Романовых» Николая Романовича.
Вскоре после рождения сына супруги разошлись, хотя официально брак был расторгнут лишь в 1937 году. После развода Одри лишилась своего титула. Дмитрий Павлович обосновался в купленном им в 1927 году нормандском замке Бомениль.
В конце концов разочаровался в перспективах восстановления монархии в России и устранился от общественной жизни. В 1939 году он продал замок Бомениль и в связи с ухудшением состояния здоровья переехал в Швейцарию.
Умер в 1942 году от туберкулёза, осложнившегося уремией. Похоронен в дворцовой церкви на острове Майнау (собственности его племянника Леннарта Бернадота), там же впоследствии будет похоронена и его сестра Мария.
В 2023 году был опубликован детский дневник Дмитрия Павловича охватывающий 1906—1907 гг, первые года после убийства дяди Сергея Александровича.

## Семья
В возрасте 34 лет великий князь Дмитрий Павлович решил жениться на Одри Эмери. Венчание состоялось в ноябре 1926 года в православной церкви в Биаррице. Но в качестве супруга Дмитрий Павлович продержался недолго, хотя, когда в 1928 году у него родился сын, названный в честь деда Павлом, был безмерно счастлив. В 1937 году брак был расторгнут.
В 1936 году сыну великого князя Дмитрия Павловича Главой Дома Романовых Кириллом Владимировичем был пожалован титул князя Романовского-Ильинского. За старшим в роду князем Романовским-Ильинским закреплялся титул «Светлость», за младшими представителями семьи — титул «Сиятельство».
В настоящее время в США проживают двое сыновей князя Павла Дмитриевича Романовского-Ильинского: князья Дмитрий Павлович (род. в 1954 году) и Михаил Павлович (род. в 1959 году).
|                            |                            |                            |                            | Павел Александрович (1860—1919) | Павел Александрович (1860—1919) | Павел Александрович (1860—1919) | Павел Александрович (1860—1919) | Павел Александрович (1860—1919) | Павел Александрович (1860—1919) |                  |                  | Александра Георгиевна (1870—1891) | Александра Георгиевна (1870—1891) | Александра Георгиевна (1870—1891) | Александра Георгиевна (1870—1891) | Александра Георгиевна (1870—1891)                   | Александра Георгиевна (1870—1891)                   |                                                     |                                                     |                                                     |                                                     |                                        |                                        |                                        |                                        |
|                            |                            |                            |                            | Павел Александрович (1860—1919) | Павел Александрович (1860—1919) | Павел Александрович (1860—1919) | Павел Александрович (1860—1919) | Павел Александрович (1860—1919) | Павел Александрович (1860—1919) |                  |                  | Александра Георгиевна (1870—1891) | Александра Георгиевна (1870—1891) | Александра Георгиевна (1870—1891) | Александра Георгиевна (1870—1891) | Александра Георгиевна (1870—1891)                   | Александра Георгиевна (1870—1891)                   |                                                     |                                                     |                                                     |                                                     |                                        |                                        |                                        |                                        |
|                            |                            |                            |                            |                                 |                                 |                                 |                                 |                                 |                                 |                  |                  |                                   |                                   |                                   |                                   |                                                     |                                                     |                                                     |                                                     |                                                     |                                                     |                                        |                                        |                                        |                                        |
|                            |                            |                            |                            |                                 |                                 |                                 |                                 |                                 |                                 |                  |                  |                                   |                                   |                                   |                                   |                                                     |                                                     |                                                     |                                                     |                                                     |                                                     |                                        |                                        |                                        |                                        |
| Мария Павловна (1890—1958) | Мария Павловна (1890—1958) | Мария Павловна (1890—1958) | Мария Павловна (1890—1958) | Мария Павловна (1890—1958)      | Мария Павловна (1890—1958)      |                                 |                                 | Дмитрий Павлович                | Дмитрий Павлович                | Дмитрий Павлович | Дмитрий Павлович | Дмитрий Павлович                  | Дмитрий Павлович                  |                                   |                                   | Одри Эмери (Анна Романовская-Ильинская) (1904—1971) | Одри Эмери (Анна Романовская-Ильинская) (1904—1971) | Одри Эмери (Анна Романовская-Ильинская) (1904—1971) | Одри Эмери (Анна Романовская-Ильинская) (1904—1971) | Одри Эмери (Анна Романовская-Ильинская) (1904—1971) | Одри Эмери (Анна Романовская-Ильинская) (1904—1971) |                                        |                                        |                                        |                                        |
| Мария Павловна (1890—1958) | Мария Павловна (1890—1958) | Мария Павловна (1890—1958) | Мария Павловна (1890—1958) | Мария Павловна (1890—1958)      | Мария Павловна (1890—1958)      |                                 |                                 | Дмитрий Павлович                | Дмитрий Павлович                | Дмитрий Павлович | Дмитрий Павлович | Дмитрий Павлович                  | Дмитрий Павлович                  |                                   |                                   | Одри Эмери (Анна Романовская-Ильинская) (1904—1971) | Одри Эмери (Анна Романовская-Ильинская) (1904—1971) | Одри Эмери (Анна Романовская-Ильинская) (1904—1971) | Одри Эмери (Анна Романовская-Ильинская) (1904—1971) | Одри Эмери (Анна Романовская-Ильинская) (1904—1971) | Одри Эмери (Анна Романовская-Ильинская) (1904—1971) |                                        |                                        |                                        |                                        |
|                            |                            |                            |                            |                                 |                                 |                                 |                                 |                                 |                                 |                  |                  |                                   |                                   |                                   |                                   |                                                     |                                                     |                                                     |                                                     |                                                     |                                                     |                                        |                                        |                                        |                                        |
|                            |                            |                            |                            | Мэри Эвелин Принс (род. 1925)   | Мэри Эвелин Принс (род. 1925)   | Мэри Эвелин Принс (род. 1925)   | Мэри Эвелин Принс (род. 1925)   | Мэри Эвелин Принс (род. 1925)   | Мэри Эвелин Принс (род. 1925)   |                  |                  | Павел Дмитриевич (1928—2004)      | Павел Дмитриевич (1928—2004)      | Павел Дмитриевич (1928—2004)      | Павел Дмитриевич (1928—2004)      | Павел Дмитриевич (1928—2004)                        | Павел Дмитриевич (1928—2004)                        |                                                     |                                                     | Анжелика Филиппа Кауффманн (1932—2011)              | Анжелика Филиппа Кауффманн (1932—2011)              | Анжелика Филиппа Кауффманн (1932—2011) | Анжелика Филиппа Кауффманн (1932—2011) | Анжелика Филиппа Кауффманн (1932—2011) | Анжелика Филиппа Кауффманн (1932—2011) |
|                            |                            |                            |                            | Мэри Эвелин Принс (род. 1925)   | Мэри Эвелин Принс (род. 1925)   | Мэри Эвелин Принс (род. 1925)   | Мэри Эвелин Принс (род. 1925)   | Мэри Эвелин Принс (род. 1925)   | Мэри Эвелин Принс (род. 1925)   |                  |                  | Павел Дмитриевич (1928—2004)      | Павел Дмитриевич (1928—2004)      | Павел Дмитриевич (1928—2004)      | Павел Дмитриевич (1928—2004)      | Павел Дмитриевич (1928—2004)                        | Павел Дмитриевич (1928—2004)                        |                                                     |                                                     | Анжелика Филиппа Кауффманн (1932—2011)              | Анжелика Филиппа Кауффманн (1932—2011)              | Анжелика Филиппа Кауффманн (1932—2011) | Анжелика Филиппа Кауффманн (1932—2011) | Анжелика Филиппа Кауффманн (1932—2011) | Анжелика Филиппа Кауффманн (1932—2011) |

## Чины
Военные
- Корнет гвардии (29.04.1911)
- Поручик (29.04.1915)

Придворный
- Флигель-адъютант (1912)

Шеф полков:
- с 1891 по 1917 — Фанагорийский 11-й гренадерский полк.
- с 1905 по 1917 — 2-й стрелковый Царскосельский лейб-гвардии полк

## Награды
- Орден Святого Андрея Первозванного (1891);
- Орден Святого Александра Невского (1891);
- Орден Святой Анны 1 ст. (1891);
- Орден Белого орла (1891);
- Орден Святого Станислава 1 ст. (1891);
- Орден Святого Георгия 4 ст. (ВП 13.10.1914).

Иностранные:
- шведский Орден Серафимов (12.05.1908).

## В кинематографе
- Я убил Распутина (1967) — Patrick Balkany
- Николай и Александра (1971) — Ричард Уорвик[англ.]
- Агония (фильм) (1974) — Мучеников, Сергей Иванович
- Коко Шанель и Игорь Стравинский (2009) — Rasha Bukvic
- Распутин (фильм, 2011) — Данила Козловский
- Григорий Р. (2014) — Ефремов, Никита Михайлович

### Комментарии
1. ↑  Через Дмитрия Шанель познакомилась с Эрнестом Бо — парфюмером, создавшим Chanel No. 5. Шанель посвятила Дмитрию аромат Cuir de Russie[англ.].

### Сноски
1. ↑  Lundy D. R. Dimitrii Pavlovich Romanov, Grand Duke of Russia // The Peerage (англ.)
2. ↑  Dimitri Romanov-Holstein-Gottorp // Roglo — 1997.
3. ↑  Маньков С.«Ливийский эпизод» в истории Дома Романовых//Монархистъ(Санкт-Петербург). № 74-75 за 2011. Дата обращения: 7 декабря 2014. Архивировано 9 ноября 2014 года.
4. ↑  Забытая русская олимпиада. Дата обращения: 27 февраля 2016. Архивировано из оригинала 5 марта 2016 года.
5. ↑  Письмо к царю. // «Утро Россіи». 4 марта 1917, № 61, стр. 3.
6. ↑  9 апреля 1917. Великий князь Дмитрий Павлович → Георгий Львов. Дата обращения: 6 марта 2018. Архивировано 7 марта 2018 года.
7. ↑  Романов Дмитрий Павлович. Дата обращения: 6 марта 2018. Архивировано 29 марта 2018 года.
8. ↑  Кинг, Грег, Человек, который убил Распутина, Carol Publishing Group, 1995, ISBN 0-8065-1971-1, стр. 232
9. ↑  Кинг, стр. 233
10. ↑  Сост. Мерзликина А. В., Карушкина Н. В. Дневник великого князя Дмитрия Павловича: 1906-1907 гг.. — 2023. — 93 с.